# Liste der Monuments historiques in Nieulle-sur-Seudre
Die Liste der Monuments historiques in Nieulle-sur-Seudre führt die Monuments historiques in der französischen Gemeinde Nieulle-sur-Seudre auf.

## Liste der Objekte

### KircheImmaculée-Conception
| Bezeichnung                | Beschreibung                                                                   | Standort | Kennzeichnung | Schutzstatus | Datum | Bild |
| -------------------------- | ------------------------------------------------------------------------------ | -------- | ------------- | ------------ | ----- | ---- |
| Ziborium                   | Baldachin des Hauptaltars; Holz, farbig gefasst und vergoldet, 19. Jahrhundert | (Lage)   | PM17001046    | Inscrit      | 1979  |      |
| Schiffsmodell Stella Marie | Votivgabe: Modell einer Dreimastbark, Holz, bemalt, 19. Jahrhundert            | (Lage)   | PM17000229    | Classé       | 1980  |      |
| Chorschranke               | Holz, 19. Jahrhundert                                                          | (Lage)   | PM17001047    | Inscrit      | 1979  |      |
| Taufbecken                 | Stein, 18. Jahrhundert                                                         | (Lage)   | PM17001048    | Inscrit      | 1979  |      |